# Dascht-e Aržan
Dascht-e Arschan (persisch دشت ارژن) oder Hochebene von Arschan ist ein Ort in der Provinz Fars im Iran, etwas westlich der Stadt Schiras. Der Ort liegt auf einer Hochebene.
Im Jahr 1983 ist von der iranischen Schriftstellerin Simin Behbahani ein Werk mit dem Titel Dascht-e Aržan erschienen.